# Nitzer Ebb
Nitzer Ebb – grupa muzyczna założona w 1982 r. przez szkolnych kolegów z Essexu w Anglii: Douglas McCarthy (śpiew, syntezator), Vaughan (Bon) Harris (syntezatory i perkusja) i David Gooday.
Zespół był związany z wytwórnią Mute Records.
Zespół grał jako support dla Depeche Mode podczas trasy promującej album Violator (1990). Również podczas trasy koncertowej Depeche Mode „Tour of the Universe”, Nitzer Ebb wystąpił jako support w styczniu i lutym 2010 roku podczas jej europejskiej części. Pierwszy występ odbył się 9 stycznia 2010 roku w Berlinie.
Zespół wystąpił po raz pierwszy w Polsce jako support przed Depeche Mode na koncertach w Łodzi 10 i 11 lutego 2010 roku, a 12 lutego 2010 roku zagrał w warszawskim klubie Progresja samodzielny koncert. Nitzer Ebb powrócił po 12-tu latach występując ponownie w klubie Progresja z setlistą będącą przekrojem całej dyskografii zespołu. Podczas trasy koncertowej w roku 2024 w związku z pogarszającym się stanem zdrowia wokalista Douglas McCarthy ogłosił że wycofuje się z dalszych koncertów, a rolę głównego wokalisty przejął Bon Harris. 11 czerwca 2025  do fanów muzyki industrialnej i elektronicznej dotarł smutna wiadomość o odejściu frontmena Nitzer Ebb Douglasa McCarthy.

## Dyskografia

### Albumy
- That Total Age(inne języki) (1987)
- So Bright So Strong (1988)
- Belief (1989)
- Showtime (1990)
- Ebbhead(inne języki) (1991)
- Big Hit(inne języki) (1995)
- Body of Work – 1984 – 1997 (2006)
- Body Rework (2006)
- Industrial Complex (2010)